# Rise and Shine
Rise and Shine är ett studioalbum av Randy Travis, utigvet 2002.

## Låtlista
1. "Raise Him Up" (Robb Royer, Rivers Rutherford) – 4:03
2. "Rise and Shine" (Randy Travis, Michael Curtis) – 3:02
3. "When Mama Prayed" (Paul Overstreet, Rory Lee Feek) – 4:42
4. "I'm Ready" (Travis, Ron Avis) – 2:56
5. "Three Wooden Crosses" (Kim Williams, Doug Johnson) – 3:21
6. "That's Jesus" (Travis, Curtis) - 2:57
7. "Pray for the Fish" (Phillip Moore, Dan Murph, Ray Scott) – 3:01
8. "Jerusalem's Cry" (Travis, Lance Dary, Pastor Matthew Hagee)  – 3:56
9. "Keep Your Lure in the Water" (Travis, Michael Curtis, Pastor Jeff Perry) – 3:02
10. "If You Only Knew" (Rob Mathes, Phil Naish) – 4:13
11. "Everywhere We Go" (Travis, Curtis) – 2:32
12. "The Gift" (Scott, Moore) – 3:11
13. "Valley of Pain" (Rob Mathes, Allen Shamblin) – 4:04

## Medverkande
- Larry Beaird – akustisk gitarr
- Eric Darken – slagverk
- Dan Dugmore – pedal steel guitar
- Pat Flynn – akustisk gitarr
- Paul Franklin – pedal steel guitar
- Steve Gibson – elgitarr, mandolin
- Doyle Grisham – pedal steel guitar
- Pastor Matthew Hagee – bakgrundssång
- Sandra Hagee – bakgrundssång
- Vicki Hampton – bakgrundssång
- Aubrey Haynie – fiol
- Wes Hightower – bakgrundssång
- David Hungate – basgitarr
- John Barlow Jarvis – piano
- John Jorgenson – elgitarr
- Christina Ketterling – bakgrundssång
- Paul Leim – trummor
- Brent Mason – elgitarr
- Gordon Mote – klaviatur
- Nina Rodriquez – slagverk
- Lisa Silver – bakgrundssång
- Billy Joe Walker, Jr. – akustisk gitarr
- Cindy Walker – bakgrundssång

## Listplaceringar
| Lista (2002)                        | Topplacering |
| ----------------------------------- | ------------ |
| USA, Billboard 200                  | 73           |
| USA, Billboard Top Christian Albums | 1            |
| USA, Billboard Top Country Albums   | 8            |

### Fotnoter
1. ↑  Robert Christgau Consumer Guide